# Betarmon bisbimaculatus
Betarmon bisbimaculatus là một loài bọ cánh cứng trong họ Elateridae. Loài này được Fabricius miêu tả khoa học năm 1803.